# Distrikt Yanahuara

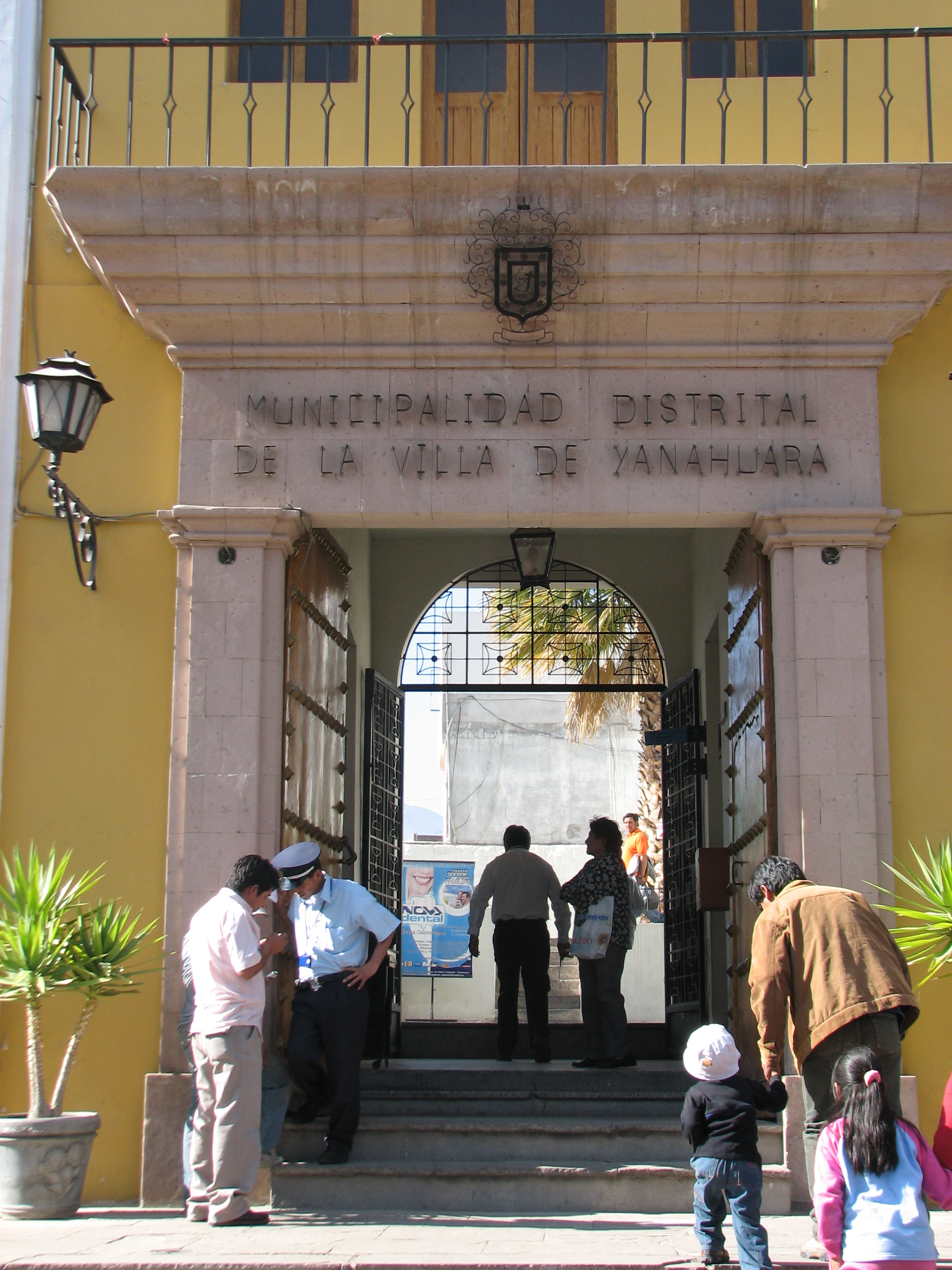
Verwaltungsgebäude von Yanahuara

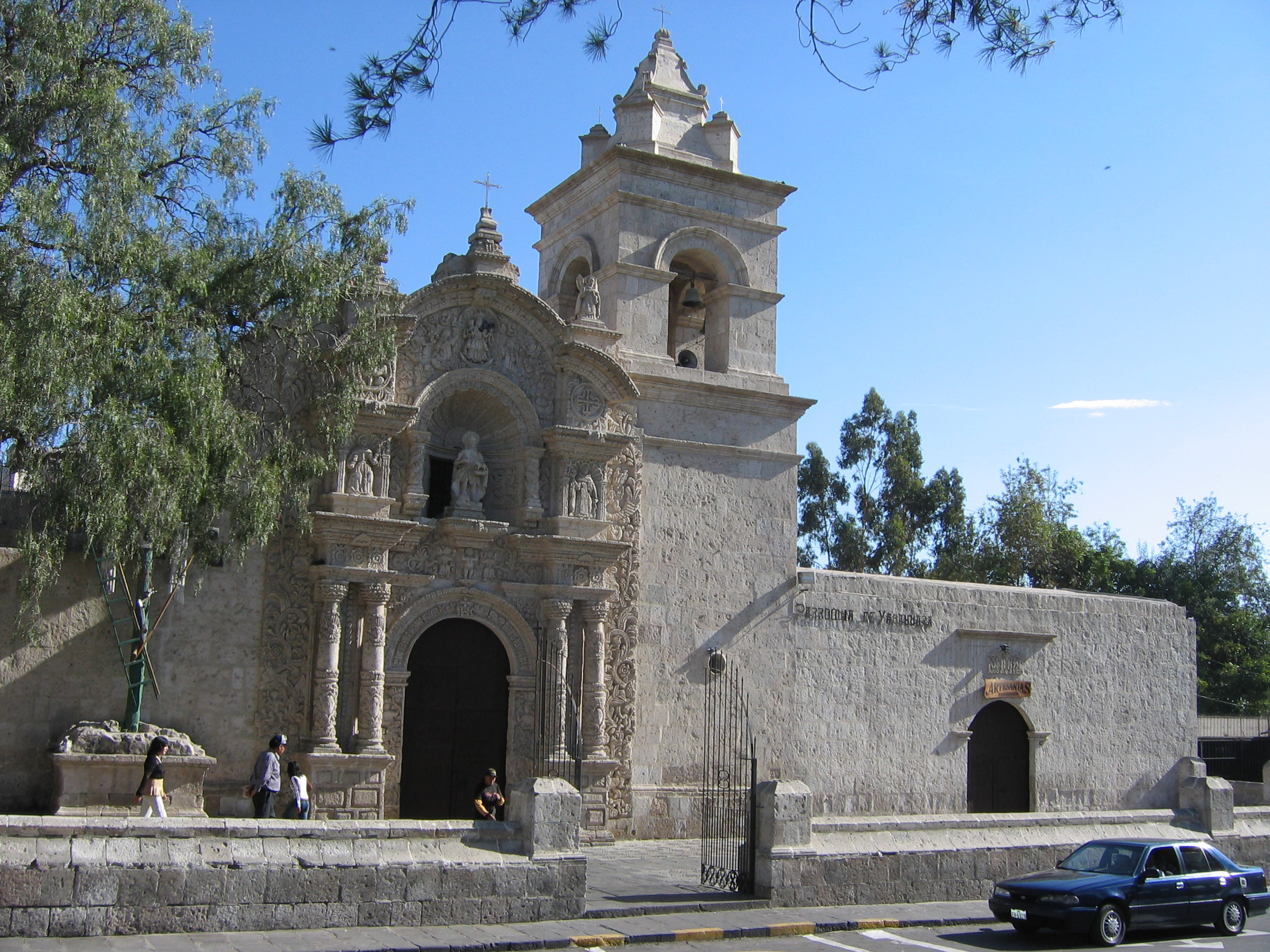
Iglesia San Juan Bautista

Der Distrikt Yanahuara liegt in der Provinz Arequipa der Region Arequipa in Südwest-Peru. Der Distrikt hat eine Fläche von 3,67 km². Beim Zensus 2017 lebten 25.417 Einwohner im Distrikt. Im Jahr 1993 lag die Einwohnerzahl bei 17.379, im Jahr 2007 bei 22.890. Der Distrikt ist deckungsgleich mit der Stadt Yanahuara, die einen westlichen Vorort der Regionshauptstadt Arequipa bildet und in deren Ballungsraum liegt. 

## Geographische Lage
Der Distrikt Yanahuara liegt zentral in der Provinz Arequipa auf einer Höhe von 2390 m. Der Distrikt liegt westlich des Río Chili. Der Distrikt grenzt im Osten an Distrikt und Stadt Arequipa, im Süden an den Distrikt Sachaca, im Westen an den Distrikt Cerro Colorado sowie im Norden an den Distrikte Cayma und Alto Selva Alegre.